# Patto di Omar
Il patto di ʿOmar, stipulato nel 637, è un trattato di sottomissione ispirato, sembra, dal secondo califfo ʿOmar ibn al-Khaṭṭāb (634-644) oppure, meno probabilmente, dal califfo omayyade ʿOmar II (682-720), che l'avrebbe fatto redigere nel 717 per regolare i rapporti sociali ed economici con la "Gente del Libro" (segnatamente zoroastriani, ebrei e cristiani), abitante nelle terre conquistate dai musulmani. 

## Storia
Le versioni più antiche pervenute datano al XIII secolo ed è dunque tutt'altro che certo attribuire proprio al secondo califfo la paternità di tale documento. Alcuni studiosi mettono addirittura in forse l'autenticità di tale atto, che sembra più che altro "una compilazione relativa a disposizioni elaborate progressivamente, di cui alcune potrebbero essere datate al tempo del regno del califfo Omar II". Da qui un'incertezza che non ha potuto finora essere definitivamente risolta.
L'origine del cosiddetto Patto - che patto propriamente non sarebbe, quanto piuttosto un'imposizione dei vincitori musulmani sui popoli vinti di altre fedi monoteistiche, i quali non avevano la possibilità di obiettare alcunché - sarebbe stata l'incipiente adozione di una serie di prescrizioni sia di carattere militare sia attinenti alla sicurezza interna che, da contingenti, si trasformarono col tempo in leggi.
I popoli conquistati - ebrei, mazdei o cristiani che fossero - denominati dhimmi, in cambio del pagamento di tasse come la jizya ed eventualmente il kharāj, si videro riconosciuto il diritto di continuare a professare la propria religione ma costretti in contraccambio a subire diversi divieti (non potevano per esempio fare proselitismo o edificare nuovi luoghi di culto).

Il Patto di ʿOmar enumera le condizioni della sottomissione al potere politico islamico dei popoli vinti. Il documento, a prescindere dalla sua autenticità, divenne fondamentale nell'elaborazione legale dello status dei dhimmi nel periodo classico della giurisprudenza musulmana.
Da questo trattato sono rimasti invece esclusi i politeisti (a quei tempi ancora numericamente consistenti). Il Patto infatti imponeva che chi tra loro non si fosse convertito all'Islam non avrebbe più potuto vivere in quei territori.

## Premesse
Dopo aver sconfitto i Bizantini nella battaglia del Yarmuk del 636 conquistando la Palestina, Gerusalemme rimaneva però inafferrabile per i musulmani guidati da ʿAmr ibn al-ʿĀṣ grazie alle sue mura. Mentre era in corso l'assedio, il Patriarca Sofronio annunciò che non avrebbe firmato un trattato di resa se non col califfo stesso, ʿOmar ibn al-Khaṭṭāb, invitandolo a Gerusalemme. ʿOmar accettò per metter fine all'ormai inutile spargimento di sangue.
ʿOmar partì da Medina con un solo servitore che fece viaggiare con lui sopra una dromedaria. Dopo un lungo viaggio, essi giunsero alla periferia di Gerusalemme in un giorno piovoso.

Quando il Patriarca Sofronio vide i due uomini arrivare, chiese ai musulmani quale di loro fosse ʿOmar. Essi gli risposero che il Califfo era quello con le redini dell'animale in mano. Al che Sofronio consegnò le chiavi della città di Gerusalemme, aprendogli le porte, e sottoscrivendo il trattato che avrebbe regolamentato i rapporti fra i conquistatori e i nuovi sudditi della Umma.

## Condizioni
Ai dhimmi fu concesso il diritto di praticare privatamente i propri riti religiosi. Fu prevista anche la protezione personale e dei beni, ma la punizione per le infrazioni commesse nei loro confronti era più leggera rispetto a quella prevista nei confronti di un musulmano. In certe epoche i diritti potevano variare o addirittura scomparire.
Per assicurarsi quei diritti, i dhimmi dovettero giurare lealtà ai conquistatori musulmani, pagare una apposita tassa (testatico) per i maschi adulti (la jizya), e in generale mostrare deferenza e umiltà nei contatti sociali.

## Testo
Dal Sirāj al-mulūk di Abū Bakr Muḥammad ibn al-Walīd al-Ṭarṭūshī (m. 1126), il più antico autore che abbia riportato il contenuto del cosiddetto Patto:
Quando ʿOmar b. al-Khaṭṭāb, che Dio sia compiaciuto di lui, accordò la pace ai cristiani di Siria, noi gli scrivemmo quanto segue:

Nel nome di Dio Clemente Misericordioso.

Questo è il patto che il servo di Dio, ʿOmar, Comandante dei credenti, diede alla gente di Aelia. Egli diede loro sicurezza per loro stessi, il loro denaro, le loro chiese, le loro croci, i loro malati e i sani, e per tutta la comunità; che le loro chiese non siano occupate né distrutte e che niente manchi nelle loro proprietà in tutto o in parte, né delle loro croci, né alcunché del loro denaro, e non vengano obbligati a lasciare la loro religione e che nessuno di essi sia maltrattato e che nessun ebreo viva in Aelia con loro.
La gente di Aelia dovrà pagare il tributo come tutti gli abitanti delle altre città e dovrà espellere i Romei e i banditi. Chi di essi decide di partire sarà sicuro e avrà la sicurezza per se stesso e per il suo denaro finché raggiunga la sua destinazione.
Chi di essi rimane avrà la sicurezza e avrà gli obblighi del tributo come tutti i cittadini di Aelia. 

Chi, tra la gente di Aelia, volesse prendere il suo denaro e andarsene con i Romei avrà la sicurezza fino a quando li raggiunga.

Chiunque sta in Aelia dei popoli della terra chi vuole può restare e avrà l’obbligo di pagare il tributo come tutta la gente di Aelia, e chi lo desidera potrà andare con i Romei, e chi lo desidera potrà tornare dai suoi parenti, e non si prenderà nulla del suo raccolto.

Quanto è incluso in questa lettera ha il patto di Dio e la fiducia del suo Profeta e la fiducia dei Califfi e la fiducia dei fedeli musulmani, se essi (i cristiani) pagano il tributo, come si deve”.

I testimoni su questo sono stati Khālid b. al-Walīd, ʿAmr b. al-ʿĀṣ, ʿAbd al-Raḥmān b. ʿAwf e Muʿāwiya b. Abī Sufyān. Scritto e sigillato il 15 (dall'Egira)

Noi cristiani:

1. Non costruiremo, nelle nostre città e nelle loro vicinanze, nuovi monasteri,
2. chiese,
3. conventi,
4. celle per monaci,
5. neppure ripareremo, di giorno o di notte, quegli edifici che stanno andando in rovina
6. o che sono situati nei quartieri dei musulmani ...
7. non rifiuteremo l'ingresso dei musulmani nelle nostre chiese né di notte né di giorno
8. spalancheremo le porte ai passeggeri e ai viaggiatori,
9. accoglieremo qualsiasi viaggiatore musulmano nelle nostre case e gli daremo vitto e alloggio per tre notti;
10. Noi non daremo rifugio, nelle nostre chiese o nelle nostre abitazioni, ad alcuna spia
11. né la nasconderemo ai musulmani
12. Non manifesteremo pubblicamente la nostra religione
13. né convertiremo alcuno
14. Non impediremo ad alcuno dei nostri parenti di entrare nell'Islam, se lo desidera.
15. Noi mostreremo rispetto nei confronti dei musulmani, e
16. ci alzeremo dal nostro posto se desiderano sedersi.
17. Non cercheremo di assomigliare ai musulmani negli abiti, nei cappelli, turbanti, calzari e acconciatura di capelli
18. Non parleremo come loro
19. e non impiegheremo i loro titoli onorifici.
20. Non saliremo su alcuna sella,
21. e non ci cingeremo di spade, non indosseremo alcuna arma, neppure le trasporteremo sulle nostre persone.
22. Non scolpiremo sigilli in lingua araba
23. Non venderemo bevande fermentate (alcoliche)
24. Raderemo la parte anteriore delle nostre teste
25. Useremo il nostro modo di vestire,[3] dovunque ci troviamo,
26. Indosseremo cinture intorno alla vita
27. Non faremo vedere le nostre croci o i nostri libri nelle strade o nei mercati dei musulmani
28. Noi potremo suonare il batacchio delle campane solo molto delicatamente
29. Noi non alzeremo la voce durante servizi religiosi nelle chiese oppure in presenza di musulmani
30. e neppure alzeremo la voce quando seguiremo il nostro morto.
31. Non useremo luci in alcuna strada dei musulmani o nei loro mercati
32. Non seppelliremo il nostro morto vicino ai musulmani
33. Non prenderemo schiavi che siano stati assegnati ai musulmani
34. Non costruiremo case più alte di quelle dei musulmani.»

(da Jacob Marcus, The Jews in the Medieval World. A Sourcebook, 315-1791, New York, JPS, 1938, pp. 13-15)

## Oggi
Diverse imposizioni previste nel Patto di ʿOmar sono tuttora in vigore in diverse parti del mondo islamico, dove è vietato alle minoranze religiose fare proselitismo ed è piuttosto arduo, se non impossibile (come in Arabia Saudita) ottenere il permesso per la costruzione di nuovi luoghi di culto. 

Inoltre vari palestinesi cristiani e musulmani fino ad oggi continuano a vedere il documento come avente forza di legge, anche dopo oltre 14 secoli. 
Nell'agosto 2015 i miliziani dello Stato islamico di Abu Bakr al-Baghdadi hanno conquistato una cittadina siriana popolata da cristiani, al-Kareten. Gli abitanti non sono fuggiti ma hanno chiesto di restare, accettando le condizioni loro imposte dagli occupanti. Lo Stato islamico ha emanato un documento che contiene un elenco di condizioni da rispettare. Reso pubblico, il documento si ispira in molte sue parti al Patto di Omar.